# 禁欲
禁欲（きんよく、英: abstinence）とは、生物（動物）が本能的に感じるであろう様々な欲求・欲望を、理性で抑えること。

## 概要
人間には、様々な欲望があるため、それらを抑える様々な様式があり、また、理由も様々である。一般に広く見られる様式では、食欲を抑える断食と、性欲をおさえるものであるが、その一方で物欲や出世・地位に対する欲望といった、人間固有のものを抑えることもある。
中には睡眠欲や排泄欲のように、動物の生理機能上で欠くことのできない（欠かせば健康に極めて有害である）ものを抑えようとする者もいる。ただし欲求のうち即時的に生命維持に関わる呼吸を我慢しようとする者はきわめて稀である。
特に宗教関連の禁欲では、性欲を抑えることを指す傾向が見られ、この中では自慰行為も禁止している場合もあるが、その一方で、男女の交わりのみを禁止していたり、同性間のみの関係をタブーとして禁止していたりと、宗教や文化によって様々な様式が見られる。

### 形容詞としての禁欲
形容詞として「禁欲的」とする場合は、一般の大衆が好むであろう事柄を、余り好まない人の行動や傾向を指しているとされる。
これには個人の嗜好や趣味に拠るところもあり、あるいは個性の一端でもある。当人にしてみれば、それらに対して欲望を感じていないケースまである。例えば下戸は宴会の席で酒類の鯨飲はしない。
たとえ禁欲的と評されたとしても、当人にその欲求が無いか弱い場合は、本来の意味の禁欲ではないと思われるが、禁欲的という表現が客観によるものだけに、しばしば見受けられる。

## 意義
本来、これらの欲求は生物としてのヒトが、その生存の用を足すために発達してきた物であり、例えば、人間に顕著に見られる社会的欲望（支配欲や権力への欲求など）も、社会的動物である所の人間が、より強固な社会を得たいとする欲求の一端といえる。
しかし、これら欲求も、度を過ぎれば社会にとって問題となる傾向が見られる。例えば食欲が、属する社会に食料が余り豊富に無く、一部の者がこれを食べてしまうと全体に行き渡らない場合に、その社会の各々が多少は食欲を制限しないとならなくなる。また性欲についても、無闇に子を成せば、それらの養育で社会の貧困が進むような場合には、やはり抑制されなければ社会的危機となる。
その一方で、精神修養のために断食や粗食を通して、あるいは性欲を抑えることで、より高度な精神性を獲得できるという考えもある。これは主に神秘主義や宗教に顕著な傾向だが、これらの思想は元を正せばより良い社会の構築をめざしているだけに、各々の個人に欲望に妄りに耽らない強い精神的な力を求めた部分に関連すると考えられる。
しかし、その精神修養の一部には、極めて高度な精神性を獲得することで、聖人のように奇跡を起こせると信じている人たちもいる。なお、この奇跡の中には、集団幻覚や身体が危機的状態に陥ってせん妄状態（→妄想・妄執）を起こしていた可能性も含まれるため、禁欲により奇跡が起こせるかどうかは微妙である。

## 禁欲による身体への弊害
近年の研究結果から長期間の禁欲が医学的に不健康で身体に悪影響を及ぼすことが報告されており、精子が作られ受精可能になるには約72日かかるといわれており、長い禁欲期間は精子を貯蔵させるが、同時に悪状態になって死んだ精子からは酸化ストレスとなって正常な精子を損傷する活性酸素が過剰になり、長期禁欲期間中に貯蔵された精子は運動率が低下し、また精子が作られてから時間が経過するとDNAの断片化が発生するという研究結果が報告されている。

## 禁欲教育
アメリカ合衆国では、宗教的な価値観または保守的な価値観から公的な禁欲教育が行われてきた。近年では、1998年にクリントン大統領が福祉改革の一環として、連邦政府が禁欲教育に対して年間5,000万ドルを拠出する制度が発足。2009年まで実施された。この制度は、「具体的な成果が証明されない」等の理由から懐疑的な意見も出ていたが、オバマ大統領は2010年から2014年まで、年間5,000万ドルの資金援助を復活させる社会保障法を通した。今後5年間、連邦政府は州政府と資金を分担し、性的禁欲を指導する教育プログラムのうち一定の要件を満たすものについて援助を行う。なお、同法には別途、禁欲と避妊の両方を教えるプログラムに対しても資金提供を行う制度が設けている 。